# Galimuyod
Galimuyod è una municipalità di quarta classe delle Filippine, situata nella provincia di Ilocos Sur, nella regione di Ilocos.
Galimuyod è formata da 24 baranggay:
- Abaya
- Baracbac
- Bidbiday
- Bitong
- Borobor
- Calimugtong
- Calongbuyan
- Calumbaya
- Daldagan
- Kilang
- Legaspi
- Mabayag

- Matanubong
- Mckinley
- Nagsingcaoan
- Oaig-Daya
- Pagangpang
- Patac
- Poblacion
- Rubio
- Sabangan-Bato
- Sacaang
- San Vicente
- Sapang